# Francesco II. del Balzo

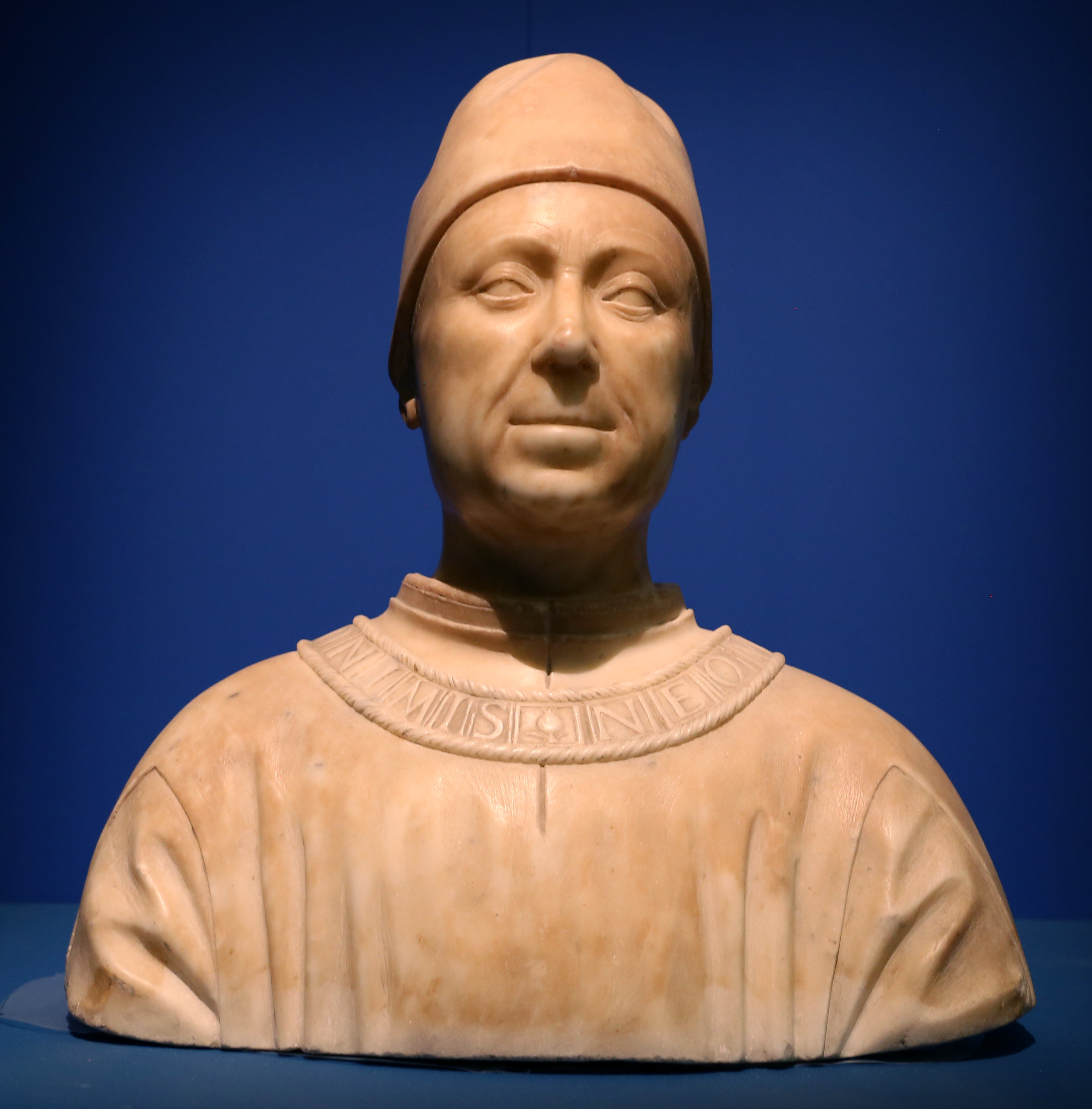
Büste von Francesco II. del Balzo, Andria, Museo Diocesano, um 1470

Das Wappen der Familie del Balzo

Francesco II. del Balzo (* 1410; † um 1482) war ein italienischer Adliger, 3. Herzog von Andria und Graf von Bisceglie, Copertino, Montescaglioso und Tricase.

## Herkunft
Die Familie del Balzo (lateinisch de Baucio, französisch de Baux, modern provenzalisch di Baus und archaisch provenzalisch dels Baus) ist ein italienisches Adelsgeschlecht, das seit dem 10. Jahrhundert urkundlich belegt ist und aus Les Baux-de-Provence in der Provence. stammt.
Gründer der Familie war Ponzio I. de Baux, Vicomte von Arles, von dem die Vicomtes von Marseille (965) und Pontius III. juvenis, Herr von Les Baux (981) abstammen.
Unter den Söhnen von Bertrand I. von Baux († 1181), Prinz von Orange und Herr von Berre und Les Baux, wurden die Familienlehen aufgeteilt:
- Ugo III. († 1240), Vicomte von Marseille und Herr von Les Baux;
- Bertrando II. († 1201), Herr von Berre
- Guglielmo I. († 1218), Fürst von Orange

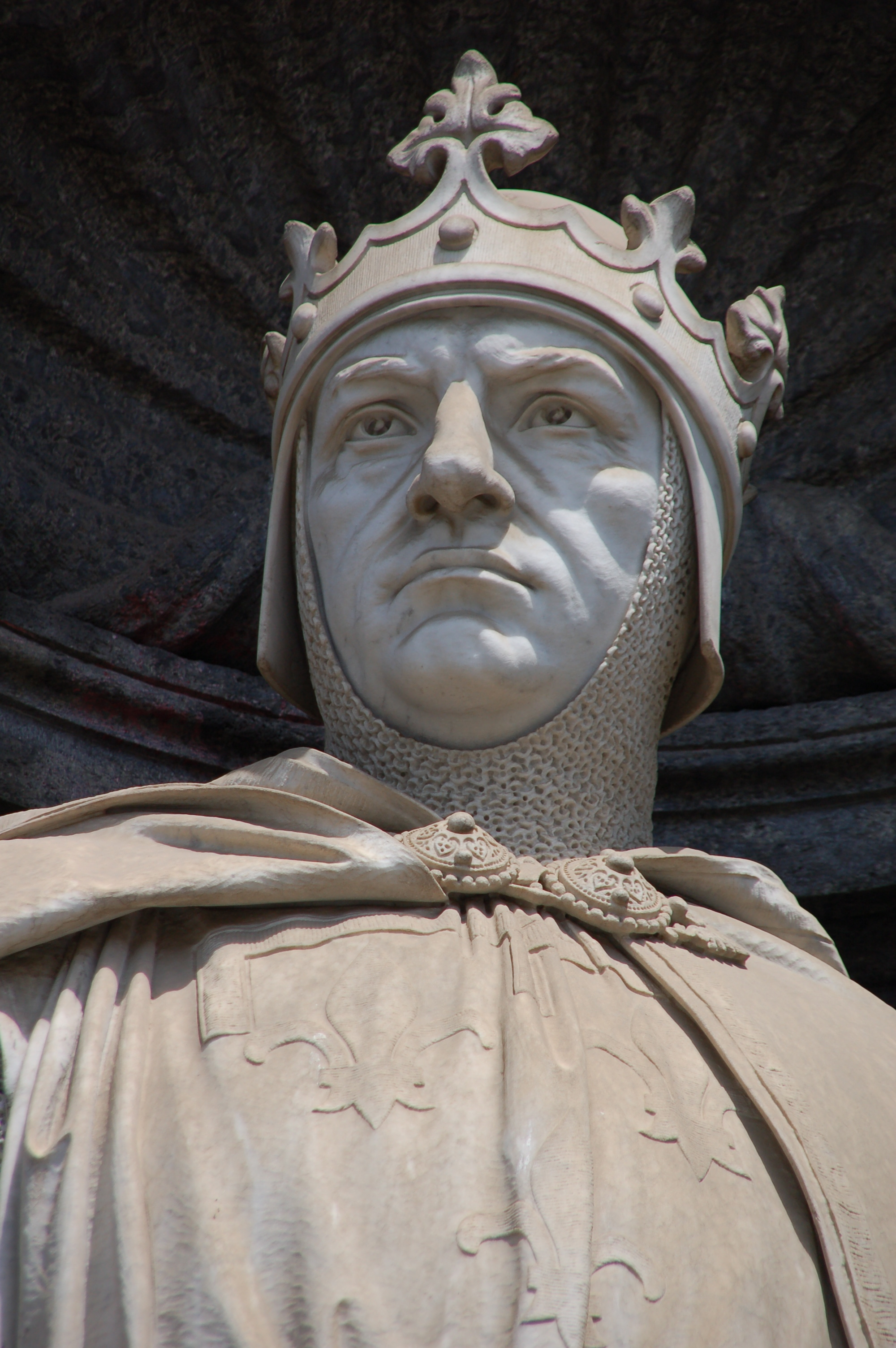
Statue von König Karl I., gemeißelt von Tommaso Solari, Palazzo Reale, Neapel

Von ihnen stammen die ersten del Balzo ab, die 1265 im Gefolge des Grafen der Provence, Karl von Anjou, nach Italien kamen und die Zweige del Balzo d’Avellino, del Balzo d’Andria und del Balzo di Soleto begründeten, von denen die Zweige del Balzo Orsini und del Balzo di Alessano e Specchia abstammen.

## Leben
Francesco war der Sohn von Guglielmo del Balzo, 2. Herzog von Andria, und Antonia Brunforte, Tochter von Federico, Graf von Bisceglie.

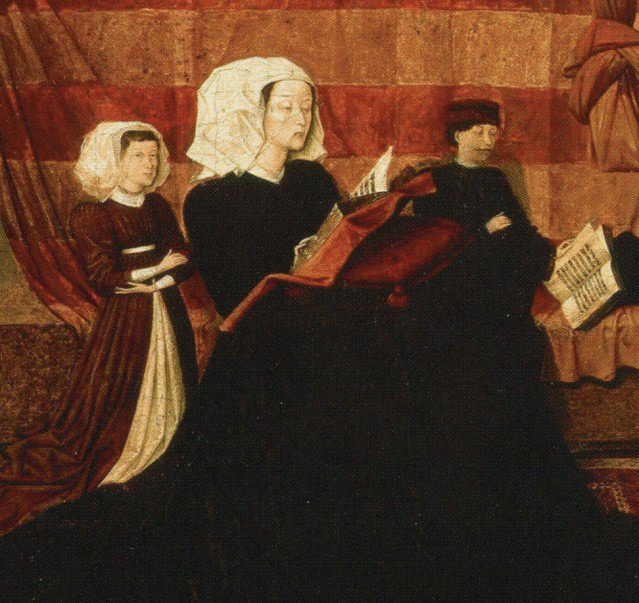
Isabella von Clermont, Gemälde von Colantonio, um 1456–1465

Er heiratete 1436 Sancia di Chiaromonte (Schwester von Isabella, Gemahlin des Königs von Neapel Ferdinand I. von Aragon), Tochter von Tristano, Graf von Copertino, und Caterina Orsini del Balzo, die am 30. März 1468 starb.
Als sich Giovanni Antonio Orsini del Balzo, Fürst von Tarent, 1433 gegen Ludwig III. von Anjou wandte, der von Königin Johanna II. von Neapel protegiert wurde, schloss sich Francesco mit seinem Vater dem Orsini-Aufstand  an. Als „Aufrührer, Ungehorsame und Verbündete, Unterstützer und Komplizen“ der letzteren verloren sie den Wald und das Gebiet von San Gervasio bei Venosa und den Monte Serico, Gebiete, die die Königin der Herzogin von Sessa geschenkt hatte.
Francesco, der am 23. April 1438 in der Kathedrale von Andria die verloren geglaubten Gebeine des heiligen Richard wiederfand, erreichte zusammen mit Bischof Giovanni Dondei noch im selben Jahr unter dem Pontifikat von Eugen IV. die Anerkennung seines Kultes durch den Heiligen Stuhl und die offizielle Ernennung zum Schutzpatron der Stadt.

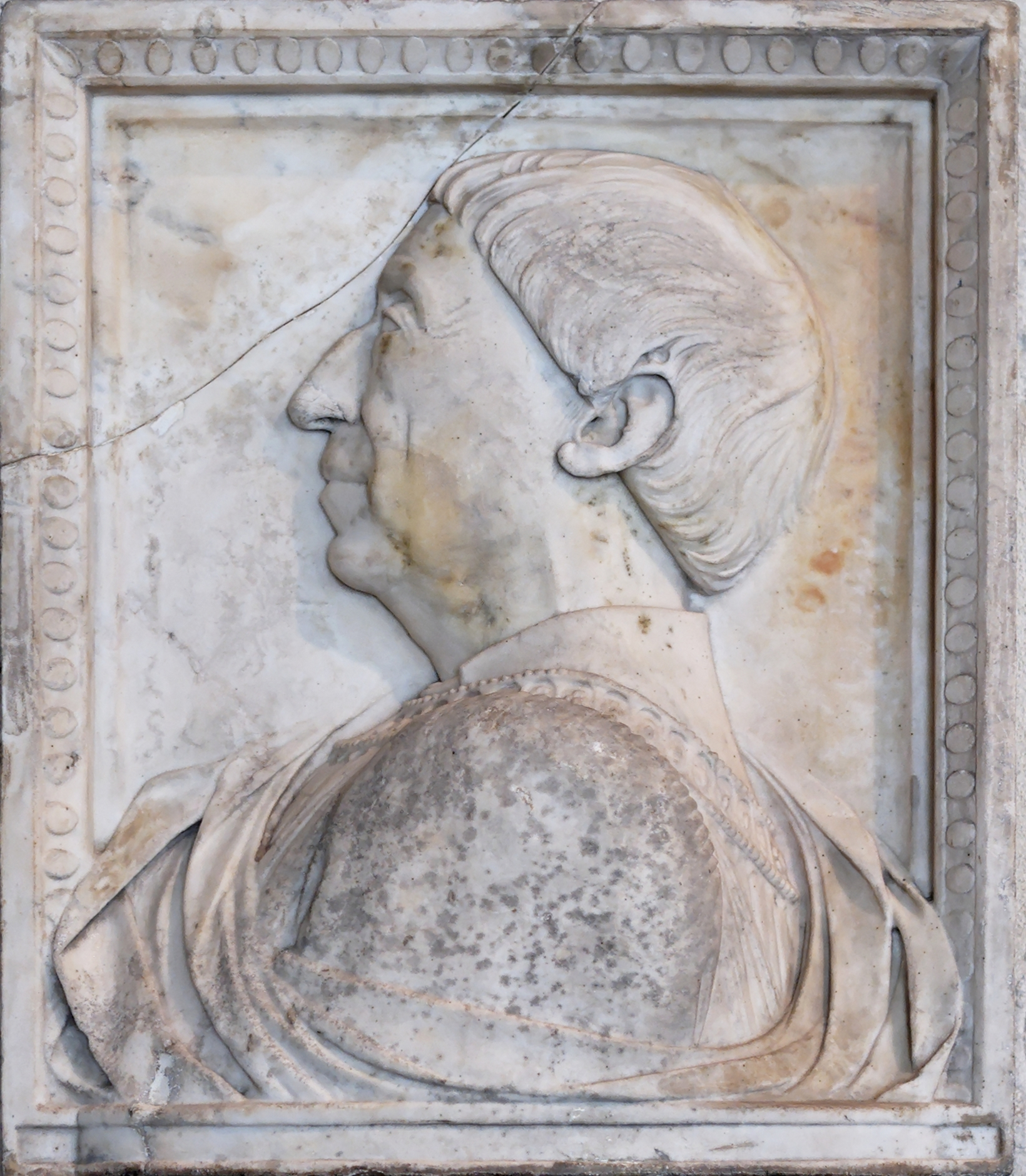
Mino da Fiesole, Alfons V. von Aragon

1443 nahm Francesco del Balzo am ersten Parlament teil, das von Alfons I. von Aragon einberufen wurde, der im Jahr zuvor den Kampf um die Eroberung des Königreichs siegreich beendet hatte.
1452 reiste Friedrich III. nach Italien, um seine Braut Eleonora d’Aviz zu empfangen und sich zum Kaiser des Heiligen Römischen Reiches krönen zu lassen. Zu diesem Anlass wurde ihm Francesco del Balzo gesandt.
Im Jahr 1453 ernannte ihn der Herrscher Alfons I. von Aragon zum ordentlichen Ratsmitglied des  Sacro Regio Consiglio, eines kollegialen Gerichtsorgans des Königreichs Neapel, mit einer jährlichen Provision von 1.000 Dukaten. Am 3. Januar 1457 erhielt Francesco die Erlaubnis des Königs, auf sein Amt zu verzichten, mit der Erlaubnis, bei den Sitzungen des Heiligen Rates nach Belieben zu sprechen. Außerdem erhielt er einen Teil seines Gehalts zurück, das er aufgrund seiner Abwesenheit hätte zurückzahlen müssen.

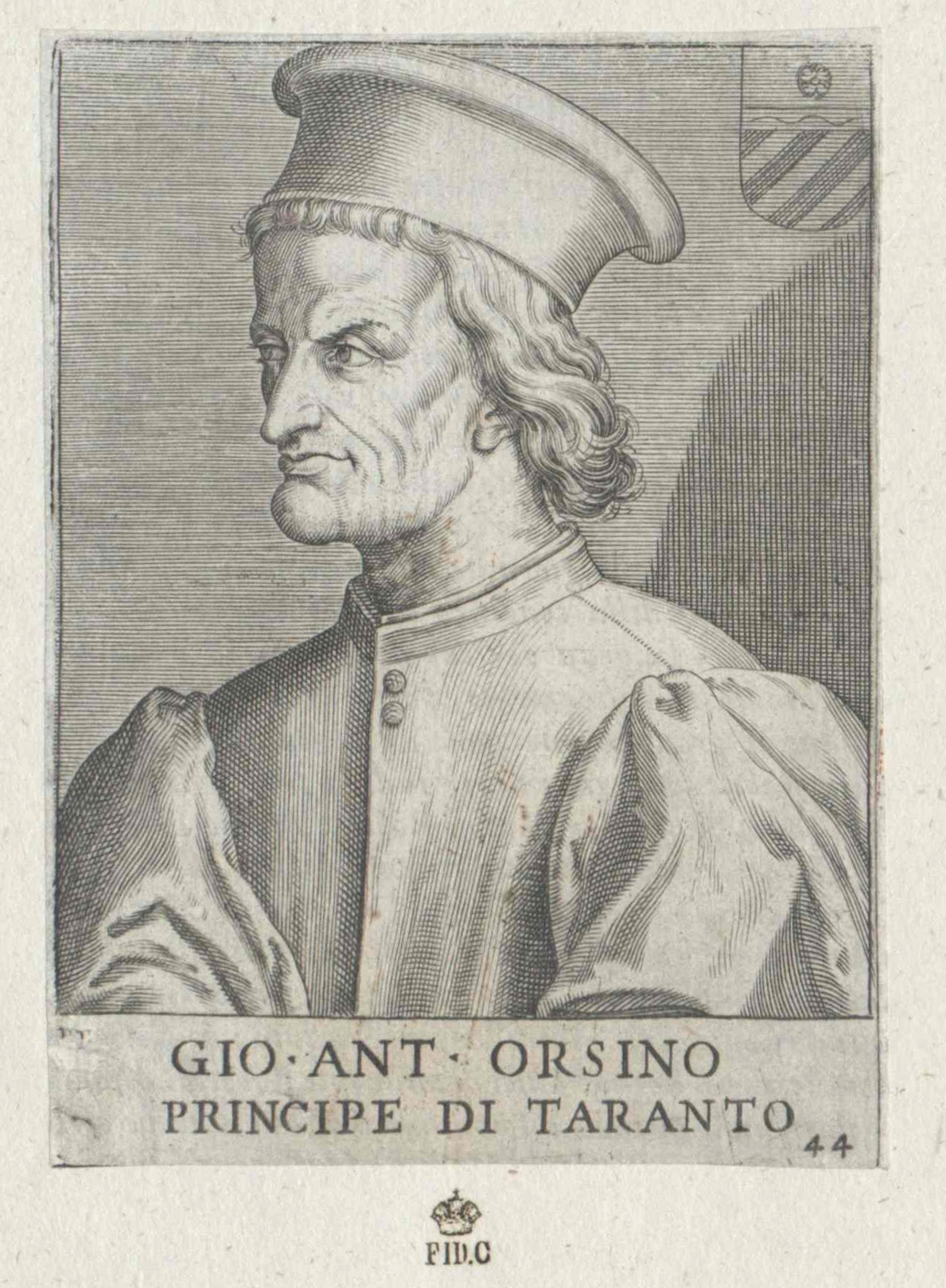
Giovanni Antonio Orsini del Balzo

Nach dem Tod von Alfons I. von Aragon (27. Juni 1458) blieb Francesco seinem Nachfolger Ferdinand treu, der ihn kurz darauf zu Pius II. schickte, um sich über dessen Wahl zu freuen und ihm seine Aufwartung zu machen.
Im Juni 1459 erhielt Francesco II. del Balzo zusammen mit Iacopo della Ratta, dem Erzbischof von Benevento, den Auftrag, den König auf dem Konzil von Mantua zu vertreten, um einen Kreuzzug gegen das Osmanische Reich vorzubereiten. Beide erreichten die Stadt am 16. August 1459. Francesco blieb für die Dauer des Konzils in Mantua und verhandelte im Januar 1460 mit Orsatto Giustinian, damit dieser dem König ein zinsloses Darlehen gewährte, das er mit Pfandrechten absicherte.
Zurück im Königreich Neapel beteiligte sich Francesco aktiv am bewaffneten Kampf (Verschwörung der Barone), der dort stattfand, und als er in Andria von Giovanni Antonio Orsini del Balzo, dem Fürst von Tarent, belagert wurde und sich ihm ergab, verweigerte er dem Fürsten den Treueeid. Trotz des Eingreifens des Königs wurde die Belagerung 1462 mit der Kapitulation der Stadt nach 49 Tagen und der Gefangennahme von Francesco II. del Balzo wieder aufgenommen.
Nach der siegreichen Schlacht von Troia (18. August 1462) gegen die Armeen des Herzogs Johann von Anjou-Valois und der aufständischen Barone, darunter der Fürst von Tarent Giovanni Antonio Orsini del Balzo und der Fürst von Rossano Marino Marzano, gelangte Francesco wieder in den Besitz des Lehens von Andria, das sich seit dem 14. Jahrhundert im Besitz der Familie del Balzo befand.
Nach der Wiederherstellung des Friedens im Königreich 1464 erhielt Francesco II. del Balzo einen Teil der von Giovanni Orsini del Balzo konfiszierten Ländereien und die Würde eines Großkonstablers.
Franziskus starb im Ruf der Heiligkeit, wahrscheinlich 1482, wie die Grabplatte an seinem Grab bezeugt. Sein mumifizierter Leichnam befindet sich noch heute in der Sakristei der Kirche San Domenico in Andria. Über der Arche befand sich eine Büste, die Francesco Laurana zugeschrieben wird, oder – nach einer anderen Meinung – Domenico Gagini. Die Büste, die den Herzog in dominikanischer Tertiärtracht darstellt, wird heute im Diözesanmuseum von Andria aufbewahrt. Auf demselben Gewand ist er mit einer goldenen Halskette mit dem lateinischen Motto „NE QUID NIMIS/ NE QUID NIMIS“ dargestellt.

## Nachkommen
Francesco II. del Balzo und Sancia di Chiaromonte hatten fünf Kinder:
- Pirro († 24. Dezember 1491 stranguliert im Castel dell’Ovo, Neapel), 1. Herzog von Venosa Maria Donata Orsini del Balzo, Tochter von Gabriele ⚭ Maria Donata Orsini del Balzo, Tochter von Gabriele, Herzog von Venosa und Caterina Caracciolo von den Herzögen von Melfi[2][16]
- Jacopo († 1469), Herr von Mottola und San Vito durch Vererbung seiner Mutter, Königliches Ratsmitglied im Jahr 1469.[2]
- Caterina ⚭ Giordano Colonna[17][18]
- Antonia ⚭ ? Carafa[17][18]
- Angilberto († 24. Dezember 1491 stranguliert auf Befehl von Ferdinand I., Castel dell'Ovo, Neapel), 1. Herzog von Nardò ⚭ 1. 1455 Antonia Sanseverino; 2. vor 1463 Maria Conquesta Orsini del Balzo, natürliche Tochter von Giovanni Orsini del Balzo, Fürst von Tarent[2][16]
- Baldassare (wahrscheinlich natürlicher Sohn von Francesco II. de Balzo), apostolischer Protonotar der Abtei des heiligen Erzengels Michael von Montescaglioso[19]

## Werke
Er ist verantwortlich für eine Reihe von architektonischen Aufträgen und städtebaulichen Umgestaltungen in Andria und in den Gebieten des Herzogtums, darunter auch in der Grafschaft Bisceglie. Francesco war auch ein bescheidener Literat: 1451 schrieb er die Historia Invemtionis et Translationis Corporis Sancti Richardi, einen hagiografischen Bericht über die Entdeckung des Leichnams des heiligen Richard von Andria.